# ساسان فاطمی
ساسان فاطمی (زادهٔ ۱۳۳۷) موسیقی‌دان ایرانی است. او در سال ۱۳۸۴ مدرک دکترای موسیقی‌شناسی قومی خود را از دانشگاه پاریس دریافت کرد.

## فعالیت‌ها
- عضو هیئت علمی گروه موسیقی دانشکدهٔ هنرهای زیبای دانشگاه تهران از سال ۱۳۸۲ تا کنون[۳]
- عضو انجمن قوم‌موسیقی‌شناسی فرانسه از سال ۱۹۹۸ تا کنون
- عضو هیئت تحریریهٔ فصلنامهٔ موسیقی ماهور از سال ۱۳۸۱ تا کنون
- عضو گروه واژه‌گزینی موسیقی فرهنگستان ادب و زبان از سال ۱۳۷۹ تا کنون
- رئیس هیئت مدیرهٔ کانون پژوهشگران خانه موسیقی از سال ۱۳۸۲ تا ۱۳۸۵
- عضو هیئت مدیرهٔ خانهٔ موسیقی
- عضو شورای راهبردی موسیقی وزارت فرهنگ و ارشاد اسلامی از سال ۱۳۸۵
- جمع‌آوری بانک اطلاعات هنرمندان موسیقی نواحی[۴]

## کتاب‌ها
- موسیقی و ما: و بعضی چیزهای دیگر (۱۴۰۰) موسسه فرهنگی هنری ماهور
- فرهیختگی در محیط مردمی: غزل خوانی تهرانی و بسترهای فرهنگی- اجتماعی آن (۱۳۹۸) مؤسسه فرهنگی هنری ماهور
- جشن و موسیقی در فرهنگ‌های شهری ایرانی (۱۳۹۴) مؤسسه فرهنگی هنری ماهور
- پیدایش موسیقی مردم پسند در ایران (۱۳۹۳) مؤسسه فرهنگی هنری ماهور
- ریتم کودکانه در ایران (۱۳۸۲) مؤسسه فرهنگی هنری ماهور
- موسیقی و زندگی موسیقایی در مازندران (۱۳۸۱) مؤسسه فرهنگی هنری ماهور
- داستان زندگی یک بچه گرگ استثنایی (۱۳۷۴) نشر نی
- پسر انسان: شرح موضوعی نقاشی‌های میکل آنژ در کلیسای سیستین (۱۳۷۲) نشر نی
- قصه‌های شاهنامه، ۴ جلد (۱۳۷۱–۱۳۶۵) انتشارات کوروش، نشر نی
- Iranian Music and Popular Entertainment: From Motrebi to Losanjelesi and Beyond, co author: GJ Breyley (2016) Routledge publication

## حواشی
وی در تیرماه ۱۳۹۴ انتقاداتی را متوجه خانه موسیقی ساخت، و این موضوع باعث شد بهمن‌ماه ۱۳۹۴ خانه موسیقی از ساسان فاطمی به جرم افتراء و نشر اکاذیب شکایت کند، که این موضوع با اعتراض گستردهٔ جامعه موسیقی روبرو شد و ۵۰۰ نفر از اهالی موسیقی نامه‌ای در حمایت از وی منتشر کردند که در آن امضاهایی چون حسین علیزاده، کیهان کلهر، مجید کیانی، و داریوش طلایی دیده می‌شد، و در نهایت خانه موسیقی چند روز بعد به‌طور رسمی اعلام کرد از شکایت خود صرف‌نظر کرده است.